# Diocèse de Zipaquirá
Le diocèse de Zipaquirá (en latin : Dioecesis Zipaquirensis ; en espagnol : Diócesis de Zipaquirá) est un diocèse de l'Église catholique en Colombie, suffragant de l'archidiocèse de Bogota.

## Territoire

diocèse de Zipaquirá

Il comprend 39 municipalités du département de Cundinamarca : Cajicá, Carmen de Carupa, Chía, Chocontá, Cogua, Cucunubá, El Peñón, Fúquene, Gachalá, Gachancipá, Gachetá, Gama, Guachetá, Guasca, Guatavita, Junín, La Peña, Lenguazaque, Machetá, Manta, Nemocón, Pacho, Paime, San Cayetano, Sesquilé, Simijaca, Sopó, Suesca, Susa, Sutatausa, Tausa, Tibirita, Tocancipá, Topaipí, Ubalá, Ubaté, Villagómez, Villapinzón et Zipaquirá.
Il possède un territoire d'une superficie de 7 065 km2 divisé en 74 paroisses. Le siège épiscopal est dans la ville de Zipaquirá où se trouve la cathédrale de la Sainte-Trinité et de Saint-Antoine-de-Padoue (es) ainsi que la cathédrale de sel construite dans des mines de sel.
Deux basiliques mineures se trouvent sur le territoire du diocèse : celle du Saint-Christ-d'Ubaté (es) qui conserve un crucifix considéré comme miraculeux par les fidèleset celle dédiée à saint Hyacinthe à Guasca.

## Historique
Le diocèse est érigé le 1er septembre 1951 par la constitution apostolique Ne nimia dioecesium du pape Pie XII en prenant une partie du territoire de l'archidiocèse de Bogota dont Zipaquirá devient suffragant.
Par la lettre apostolique Ex quo du 12 août 1952, Pie XII décrète que la Vierge Marie honorée sous le vocable de Notre-Dame de l'Assomption est la patronne principale du diocèse.
Il cède une partie de son territoire le 16 mars 1962 pour l'érection du diocèse de Facatativádont il reprend quatre paroisses en 1971.

## Évêques
- Tulio Botero, C.M (1er mai 1952 - 8 décembre 1957), nommé archevêque de Medellín
- Buenaventura Jáuregui Prieto (8 décembre 1957 - 8 juillet 1974)
- Rubén Buitrago Trujillo, O.A.R (8 juillet 1974 - 27 septembre 1991)
- Jorge Jiménez Carvajal, C.I.M (9 novembre 1992 - 6 février 2004), nommé coadjuteur de Cartagène
- Héctor Cubillos Peña depuis le 30 juin 2004